# Malthodes bifurcicauda
Malthodes bifurcicauda es una especie de coleóptero de la familia Cantharidae.

## Distribución geográfica
Habita en Japón.